# Dany Mendes Ribeiro
Daniel Mendes Ribeiros dit aussi Dany est un footballeur né le 25 mai 1988,  à Sal (Cap-Vert). Il fait 1,77 m et évolue en tant qu'attaquant.
En août 2008, il est prêté pour une saison au club roumain de Gloria Bistriţa. Il y retrouve un autre cap-verdien, Emerson. Il ne joue finalement qu'un match lors de la saison 2008-09 car Ioan Sabău ne lui fait pas confiance. Il s'engage alors pour le club de Gil Vicente, en Liga de Honra (D2).
En janvier 2011, il s'engage pour le club angolais du Recreativo Libolo.

## Club
- 2006-2007 : Leixões Sport Club -  Portugal
- 2007-2008 : prêt SC Freamunde -  Portugal
- 2008-2009 : prêt CF Gloria -  Roumanie
- 2009-2010 : Gil Vicente -  Portugal
- 2010 : prêt CD Tondela -  Portugal
- juin-décembre 2010 : Sertanense FC -  Portugal
- 2011 : Recreativo Libolo -  Angola
- 2012- : Interclube -  Angola